# Rainer Watermann
Rainer Watermann (* 1966 in Nordwalde) ist ein deutscher Pädagoge.

## Leben
Nach dem Abitur 1986 am Städtischen Gymnasium Steinfurt-Borghorst erwarb er 1996 das Diplom in Erziehungswissenschaft an der Universität Münster. Ab 1997 war er als Wissenschaftlicher Mitarbeiter bzw. Doktorand am Max-Planck-Institut für Bildungsforschung in Berlin tätig. 2002 wurde er an der Freien Universität Berlin mit einer Dissertation über die Entwicklung von Gesellschaftsbildern im Jugendalter zum Dr. phil. in Erziehungswissenschaft promoviert. 
2004/2005 hatte Watermann eine Vertretungsprofessur an der Universität Erfurt inne. Nach der Habilitation 2005 für Venia legendi im Fach Erziehungswissenschaft an der FU Berlin übernahm er im gleichen Jahr eine Professur für Schulpädagogik und Empirische Bildungsforschung am Pädagogischen Seminar an der Georg-August-Universität Göttingen, die er bis 2011 ausübte. Seit 2011 ist er Universitätsprofessor für Erziehungswissenschaft mit dem Schwerpunkt Empirische Bildungsforschung an der Freien Universität Berlin.
Watermanns Forschungsschwerpunkte liegen bei der Öffnung von Bildungswegen, dem Übergang von der Schule in den Beruf bzw. das Studium sowie der sozialen Ungleichheit von Bildungschancen.

## Schriften (Auswahl)
- Gesellschaftsbilder im Jugendalter. Vorstellungen Jugendlicher über die Ursachen sozialer Aufwärtsmobilität. Leske und Budrich, Opladen 2003, ISBN 3-8100-3797-4.
- mit Susanne Thurn, Klaus-Jürgen Tillmann und Petra Stanat (Hrsg.): Die Laborschule im Spiegel ihrer PISA-Ergebnisse. Pädagogisch-didaktische Konzepte und empirische Evaluation reformpädagogischer Praxis. Juventa-Verlag, Weinheim 2005, ISBN 3-7799-1678-9.